# Sindrom prevremene menopauze
Sindrom prevremene menopauze ili primarna insuficijencija jajnika (engl. primary ovarian insufficiency, POI), je period u reproduktivnom životu žene koji se karakteriše skraćenom dužinom menstrualnog ciklusa žene, pre navršene 40. godine života. Razlog za to je kratka folikularna faza, koja nastaje kao posledica povećanja koncentracije folukulostimulirajućeg hormona (akronim FSH) u serumu, i pada nivoa inhibina (najboljeg indikatoar broja preostalih folikula u jajnicima) u serumu zbog smanjenja broja primordijalnih folikula u ovarijumu.
U periodu prmenopauze oko 40% ciklusa je bez ovulacije. Odgovor hipofize na smanjenu produkciju oba ovarijalna hormona je porast gonadotropina. Visoki nivoi gonadotropini vrše stimulaciju folikula, i dovode do drastičnog povećanje atrezije folikula jajnika. Prema tome značajno smanjenje broja folikula, glavni je razlog gubitka reaktivnosti ovarijuma na gonadotropine, i uvod u sindrom prevremene menopauze.

## Medicinski ili naučni nazivi
Sindrom prevremene menopauze — Primarna insuficijencija jajnika — Prerana menopauza — Prerano zatajenje jajnika — Hipofunkcija jajnika — Hipergonadotropni hipogonadizam.

## Istorija
Fuller Albright i saradnici su 1942. godine prijavili sindrom sa amenorejom, nedostatkom estrogena, nivoima FSH u menopauzi i niskim rastom. Oni su koristili termin "primarna insuficijencija jajnika" da bi razlikovali POI od insuficijencije jajnika koja je sekundarna nakon primarnog otkazivanja FSH hipofize i drugih hormonskih sekrecija.. POI je opisan kao tačniji i manje stigmatizirajući termin od preranog otkazivanja jajnika ili preuranjena menopauza.
Poglavlje 28 ranog dela dinastije Ćing Fù Qīngzhǔ Nǚkē (《傅青主女科》Fù Qīngzhǔ's Gynecology) opisuje uzrok i odgovarajući tretman za preuranjenu menopauzu.. 年未老经水断 (niánwèilǎo jīngshuǐduàn) navodi da još nije star, prekid menstrualne vode.

## Epidemiologija
Učestalost
u Sjedinjenim Američkim Državama sindrom prevremene menopauze javlja se kod otprilike 1% žena, sa procenjenom incidencijom:
- 1 slučaj na 1.000 žena starosti od 30 godina,
- 1 slučaj na 250 žena starosti od 35 godina,
- 1 slučaj na 100 žena u starosti od 40 godina.

Otprilike 10-28% žena s primarnom amenorejom i 4 -18% sa sekundarnom amenorejom ima sindrom prevremene menopauze.
Smrtnost / morbiditet
Dugoročne studije za praćenje i procenu utiecaja sindroma prevremene menopauze na stopu smrtnosti u starijoj dobi nisu adekvatno sprovedene. U istraživanju na 19.000 žena starosti od 25 do 100 godina, pokazala su porast smrtnosti od svih uzroka kod žena koje su imale insuficijenciju jajnika pe 40. godine (odnos verovatnoće prilagođen starosti od 2,14 [95% IZ, 1,15-3,99]) i smrtnost od moždanog udara (odnos koeficijenta 3,07 [95% CI, 1,34-7,03]).
Nekoliko uslova o morbiditetu i smrtnosti pacijenatica sa sindromom prevremene menopauze koje treba razmotriti, su:
- Dugotrajno hipoestrogeno stanje u mlađem uzrastu koje može sprečiti žene da postignu i održavaju odgovarajuću gustoću kostiju. Ovo može dovesti do povećanog rizika za osteoporoze i preloma kostju u kasnijem u životu.
- Žene sa sindromom prevremene menopauze mogu biti izložene većem riziku od kardiovaskularnih bolesti, takođe zbog niskog nivoa estrogena.
- Pacijentice sa sindromom prevremene menopauze mogu biti skloniji primeni neproverenih tretmana radi vraćanja plodnosti i na taj način mogu biti izloženi jatrogenim oštećenjima.
- Sindrom prevremene menopauze može koegzistirati sa drugim endokrinim i neendokrinim bolestima (hipotireoza, Adisonova bolest, dijabetes tipa 1, perniciozna anemija, lupus).
- Dijagnoza sindroma prevremene menopauzemože imati štetan psihološki utjecaj i može dovesti do depresije kod mlade, inače zdrave žene.

Etničke razlike
Pretpostavlja se da je učestalost spontanih sindroma prevremene menopauze slična među etničkim grupama, međutim, jedno je istraživanje pokazalo da je možda češće kod latinoameričkih i afroameričkih žena, a manje uobičajeno kod žena Kineza i Japanaca u poređenju s belkinjama.
Razlika između rasa uočena je u gustoći kosti (jedna od komplikacija nedostatka estrogena) žena sa sindrom prevremene menopauze. Ova pojava se povezuje sa nižim nivoom vitamina D, niskim unosom kalcijuma i slabijim usklađivanjem s hormonskom terapijom kod žena manjinskih rasa.
Pol
Insuficijencija jajnika javlja se samo kod žena.
Starost
Po definiciji, sindrom prevremene menopauze je stanje žena mlađih od 40 godina.

## Patofiziologija
Primarna insuficijencija jajnika (akronim POI), preuranjena menopauza, prerani poremećaj u funkciji jajnika ili rana menopauza, je stanje koje se karakteriziše amenorejom, hipoestrogenizmom i povišenim nivoom gonadotropina u serumu kod žena mlađih od 40 godina.
Iako se često koriste kao sinonimi, POI i menopauza nisu ekvivalentni. Većina žena s POI zadržavaju isprekidanu funkciju jajnika dugi niz godina, i za razliku od žena koje su u menopauzi, mogu ponekad i zatrudneti.
| Genetske asocijacije | Genetske asocijacije                                     | Genetske asocijacije | Genetske asocijacije |
| Tip                  | OMIM                                                     | Gen                  | Lokus                |
| -------------------- | -------------------------------------------------------- | -------------------- | -------------------- |
| POF1                 | Online Mendelovsko nasleđivanje kod čoveka (OMIM) 311360 | FMR1                 | Xq26-q28             |
| POF2A                | Online Mendelovsko nasleđivanje kod čoveka (OMIM) 300511 | DIAPH2               | Xq13.3-q21.1         |
| POF2B                | Online Mendelovsko nasleđivanje kod čoveka (OMIM) 300604 | POF1B                | Xq13.3-q21.1         |
| POF3                 | Online Mendelovsko nasleđivanje kod čoveka (OMIM) 608996 | FOXL2                | 3q23                 |
| POF4                 | Online Mendelovsko nasleđivanje kod čoveka (OMIM) 300510 | BMP15                | Xp11.2               |
| POF5                 | Online Mendelovsko nasleđivanje kod čoveka (OMIM) 611548 | NOBOX                | 7q35                 |
| POF6                 | Online Mendelovsko nasleđivanje kod čoveka (OMIM) 612310 | FIGLA                | 2p12                 |
| POF7                 | Online Mendelovsko nasleđivanje kod čoveka (OMIM) 612964 | NR5A1                | 9q33                 |

### Genetski poremećaji
Žene s genetskim poremećajima ili sa genskim promenama imaju veću stopu rane menopauze od onih bez njih. Genetski poremećaji uzrok su 13% slučajeva rane menopauze.
Odgovor jajnika - disgeneza je glavni uzrok preranog menopauze. Disgeneza jajnika je poremećaj embrionalnog razvoja koji sprečava potpuno sazrijevanje gonadnog tkiva u njegovoj diferencijaciji prema jajnicima. Disgeneza ima za posledicu, u većini slučajeva, genetske poremećaje , među kojima su značajniji:
- Tarnerov sindrom, koji spada u grupu najčešćih poremećaj.
- Čista disgeneza gonada .
- Trizomija hromozoma 13 i/ili 18.

Pored disgeneze jajnika, postoje i drugi genetski poremećaji koji mogu dovesti do rane menopauze.
Među njima najćešće nalazimo genetske poremećaje koji proizvode metaboličke promjene, kao što su:
- Nedostatak 17-alfa hidroksilaze.
- Galaktozemija ( nedostatak galaktoze 1 fosfat-uridil-transferaze).
- Mutacije u genu aromataze.

Genetskih poremećaji mogu i da slabe imunološki sistem, kao što su:
- DiGeorge sindrom ,
- Ataxia telangiectasia .
- Mukokutane gljivične infekcije .

Osim direktnih genetskih poremećaja, mutacije u genima mogu biti uključene u hipotalamusno- hipofizno-gonadalnu osovinu , kao što su FOXL2, BMP15 i FMR1. Pretpostavka je da je to moguće zbog polimorfizama ili mutacija u genima koji deluju u embrionalnoj fazi. Na osnovu navedenog može se zaključiti da postoje brojni geni kandidati koji će biti uključeni u razvoj rane menopauze.

### Autoimune bolesti
Između jednog do dva, na svakih deset slučajeva primarne insuficijencija jajnika povezan je sa autoimunim procesom , pri čemu su zahvaćenosti drugih organa i endokrinih žlijezda vrlo česte.
Među autoimunim bolestima vezanim za ranu menopauzu nalazimo bolesti štitnjače , doušne žlezde ( parotitis ), hiperparatireoidizma i Adisonovu bolest .
Ako se kod ovih žena izvede biopsija jajnika, u folikulima se može videti infiltrat plazma ćelija i limfocita .
Pored toga, žene s ranom menopauzom imaju povećani rizik od određenih bolesti povezanih sa autoimunim sistemima, poput nadbubrežne insuficijencije , hipotireoze , dijabetes melitusa, miastenije gravis , reumatoidnog artritisa i sistemskog eritematoznog lupusa .

### Infekcije
Najčešća infekcija povezana s preranom menopauzom je zauške. Najveće štete nastaju u fetalnoj i pubertetskoj fazi, a mogu prouzrokovati zatajenje jajnika čak i u subkliničkoj fazi infekcije.
Ostale infekcije, poput karlične tuberkuloze (3% slučajeva), mogu izazvati sekundarnu amenoreju i zatajenje jajnika, iako to nije njihov najčešći učinak.

### Faktori okoline
Postoje supstance koje djeluju kao hormonski poremećaji i pogoršavaju funkciju jajnika vršeći toksične učinke na oocite i ćelije granuloze . Primeri ovih faktora su: duvan, teški metali, rastvarači, pesticidi, industrijske hemikalije i plastika. Upotreba duvana od ranog perioda života utiče na početka rane menopauze, a plastika smanjuje broj antralnih folikula.

### Jatrogeni
Tretmani raka kod mladih žena često su povezani s preranim zatajenjem jajnika. Najčešći karcinomi u žena reproduktivne dobi su dojke , melanomi , cervikalni, ne-Hodgkin-ovi limfomi i leukemije .
Patogeneza preranog otkazivanja jajnika zasniva se na smanjenju primordijalnih folikula, što je intenzivnije to je veća izloženost liječenju ili hirurškom uklanjanju
U radioterapiji (RT), smanjenje zavisi o dobi pacijenta, primljenoj dozi i mjestu tumora kome je usmjereno. Dakle, zračenje od 2 Gy već je smrtonosno za ljudske oocite, posebno ako je usmjereno na trbuh (na primjer, za liječenje limfoma).
Smanjenje folikula uslijed hemoterapije (CT) ovisi o vrsti lijeka , njegovoj dozi i dobi pacijenta u trenutku primanja. Najveća šteta nastaje prilikom primanja hemoterapijskog tretmana na bazi alkilirajućih sredstava , jer oni povećavaju apoptozu ćelija granuloze i samih oocita.

### Hirurgija
Zatajenje jajnika može se desiti kao rezultat histerektomije (uklanjanja maternice). Ovaj neuspjeh može biti posljedica pogoršanja vaskularne opskrbe jajnika ili gubitka važnog endokrinog doprinosa maternice jajniku. Kao rješenje, danas se u ovoj operaciji ulažu posebni napori kako bi se očuvalo zdravo tkivo jajnika i spriječilo oštećenje vaskularizacije jajnika.
Slučajevi rane menopauze su se takođe povećali zbog profilaktičkih ooforektomija (uklanjanje jednog ili oba jajnika). To je zato što je bilateralna ooforektomija nasljedna strategija prevencije raka jajnika.

### Farmakološki tretman
Dugotrajno liječenje GnRH može dovesti do supresije ili neuspjeha jajnika jer se na kraju inhibira osa hipotalamus-hipofiza-gonada.
Također, kao što je već spomenuto, dugotrajno liječenje alkilirajućim agensima koji se koriste u hemoterapiji može uzrokovati zatajenje jajnika.

### Upala i oksidativni stres
Ženski reproduktivni sistem održava osjetljivu ravnotežu između pro faktora i antioksidanata kako bi smanjio oksidativni stres . To je zato što izloženost visokom nivou reaktivnih vrsta kiseonika (prisutnih u oksidativnom stresu i upali) sprečava razvoj folikula u fazi tercijarnog ili antralnog folikula, što može dovesti do zatajenja jajnika.
Odnos neutrofila / limfocita, ukupno oksidativno stanje i nivo indeksa oksidativnog stresa povišeni su u primarnoj insuficijenciji jajnika. Kronična upala, čak i slaba, povezana je s početkom rane menopauze.

## Klinička slika
Kliničke manifestacije primarne i preveremene insuficijencije jajnika
| Kliničko stanje jajnika         | Menstruacija | Gonadotropini | Plodnost |
| ------------------------------- | ------------ | ------------- | -------- |
| Okultna insuficijencija         | Normalna     | Normalni      | Smanjena |
| Biohemijska insuficijencija     | Nenormalna   | Povišeni      | Smanjena |
| Očigledna insuficijencija       | Nenormalna   | Povišeni      | Smanjena |
| Prerana insuficijencija jajnika | Odsutna      | Povišeni      | Izostaje |

## Diferencijalna dijagnoza
Diferencijalnodijagnostički treba imati u vidu sledeće bolesti:
| - Abdominalni apsces - Adisonova bolest - Adneksalni tumori - Amenoreja - Neosjetljivost receptora za androgen - Anoreksija nervoza - Anovulacija - Anksiozni poremećaji - Zapaljenje crvuljka - Manjak enzima aromataze - Bulimija nervoza - C-17 nedostatak hidroksilaze - Hemoterapija - Hronična karlična bol kod žena - Depresija kod žena - Nenormalno (disfunkcionalno) krvarenje materice - Rani gubitak trudnoće. - Ektopična trudnoća | - Folikulo-stimulirajuće hormonske abnormalnosti - Galaktozemija - Gonadotropin-oslobađajući nedostatak hormona u odraslih - Adenom hipofize koji proizvodi gonadotropin - Ginekološki bol - Lutealna fazna disfunkcija - Luteinizirajući nedostatak hormona - Menopauza - Ruptura ciste jajnika - Ciste na jajnicima - Diserminomi jajnika - Policistična bolest jajnika - Sindrom policističnih jajnika - Prolaktinoma - Torzija jajnika - Poliglandularni autoimuni sindrom tipa I - Poliglandularni autoimuni sindrom tipa II - Poliglandularni autoimuni sindrom tipa III |

## Terapija
Medicinski tretman sindroma prevremene menopauze trebalo bi da se zasniva na sledećim principima:
Zamena hormona jajnika
Jajnik nije samo reproduktivni organ, već je i izvor važnih hormona koji pomažu u održavanju jakih kostiju. Odgovarajuća zamena hormona koji nedostaju, zdrav način života i dijeta bogata kalcijumom su u takvim stanjima neophodni.
Obnavljanje plodnosti
Ne postoje dokazane terapije za obnavljanje plodnosti; eksperimentalni tretman treba izvoditi samo na osnovu protokola istraživanja odobrenog od strane odbora za pregled.
Trenutno dostupne opcije za rešavanje neplodnosti uključuju promenu planova za osnivanje porodice, poput usvajanja, darivanja jajašca ili davanja embriona.
Psihološka podrška
Sindroma prevremene menopauze nije isto što i menopauza. Moguća je spontana aktivnost jajnika i iznenadna trudnoća i treba omogućiti pacijentici dovoljno vremena da prihvati dijagnozu.
Odluke o planiranju porodice najbolje se donose nakon što pacijentkinja ima vremena da se pomiri sa njenim stanjem. U tom smislu lekar treba pacijentici objasnite prirodu bolesti i savetovatom joj dati odgovarajuću podršku, jer saznanje dijagnoze — saindrom prevremene menopauze — može biti posebno traumatično za mlade žene.
Važna je tokom savetovanja pacijetica uvek upotrebiti odgovarajuću terminologije (poželjna je upotreba POI ili insuficijencije umesto prerane menopauze ili rane menopauze).

## Spoljašnje veze
- National Institutes of Health Primary Ovarian Insufficiency (POI): Overview (језик: енглески)
- ACOG Statement on Treatment Архивирано на веб-сајту  (11. април 2021) (језик: енглески)

|  | Molimo Vas, obratite pažnju na važno upozorenje u vezi sa temama iz oblasti medicine (zdravlja). |